# Ageville
Ageville je francouzská obec v departmentu Haute-Marne v Grand Est.

## Populace
Počet obyvatel